# Menz (Gommern)
Menz ist ein Ortsteil der gleichnamigen Ortschaft der Stadt Gommern im Landkreis Jerichower Land in Sachsen-Anhalt.

## Geografie
Menz liegt acht Kilometer in nordwestlicher Richtung von Gommern entfernt. Beide Orte verbindet die Bundesstraße 184, die auch zur zwölf Kilometer westlich gelegenen Landeshauptstadt Magdeburg führt. Das Umland von Menz ist landwirtschaftlich geprägt, im Westen vom Fluss Ehle und im Osten von der Potstrine begrenzt. Ein markantes Merkmal ist die mitten im Ort gelegene etwa zehn Meter hohe mit Laubbäumen bewachsene Sanddüne.

## Geschichte
Erste Siedlungsspuren weisen darauf hin, dass im heutigen Menzer Raum bereits zur jüngeren Steinzeit (um 2000 v. Chr.) Menschen lebten. Das erste schriftliche Zeugnis, das einen Ort Mentitz erwähnt, stammt von 1207. Unter Experten ist es strittig, ob dieser Ortsname vom slawischen Familiennamen „Měnota“ oder als Reminiszenz an die Heimat der Einwanderer von Mainz abgeleitet ist. Für die letztere Theorie spricht die Schreibweise des Ortsnamens von 1220: Meynz.
Über eine lange Spanne seiner Geschichte war Menz zusammen mit seinem Nachbarort Wahlitz an das Rittergut Königsborn gebunden. So teilte es mit diesem auch die Eigentumsverhältnisse. Im 15. Jahrhundert gehörte es zum Besitz des Magdeburger Lorenzklosters, das den Gutsbesitz nacheinander verschiedenen Adelsfamilien zum Lehen überließ, darunter auch die im Magdeburger Raum vielfach mit Grundbesitz vertretene Familie von Alvensleben (erste Hälfte des 16. Jahrhunderts). Ab 1834 war die bekannte Magdeburger Fabrikantenfamilie Nathusius Eigentümer. Aufgrund seiner landschaftlichen Lage war Menz seit jeher landwirtschaftlich geprägt. Im Jahre 1782 wurden 14 Ackerleute und sechs Kleinanbauern ermittelt, die allerdings dem Gut Königsborn abgabenpflichtig waren.
Während die heutige Hauptgemeinde Gommern seit dem Mittelalter zunächst askanisch, danach kursächsisch und von 1807 bis 1813 Teil des napoleonischen Königreichs Westphalen war, gehörte Menz seit dem Ende des Dreißigjährigen Krieges zum Einflussbereich von Brandenburg-Preußen. Als Preußen nach Napoleons Niederlage seine Kreisgliederung reformierte, wurde Menz 1818 in den Kreis Jerichow I mit der Kreisstadt Burg eingegliedert.
Die nach der Niederlage Deutschlands im Zweiten Weltkrieg gegründete DDR änderte 1952 die Kreisverwaltung für Menz in der Weise, dass der neue Kreis Burg nun zuständig war. Zuvor hatten die Menzer Landwirte durch die Bodenreform von 1945 und der damit verbundenen Enteignung des Rittergutes Königsborn die völlige Unabhängigkeit erhalten. Diese konnten sie jedoch nur bis 1953 nutzen, in diesem Jahr mussten sich im Zuge der von den DDR-Behörden verfolgten Kollektivierung der Landwirtschaft die zehn Menzer Landwirtschaftsbetriebe der LPG in Wahlitz anschließen. In den 1960er Jahren ließ die LPG in Menz eine Großbrüterei mit sechs Ställen im Norden des Ortes errichten.
Nach dem Niedergang der sozialistischen Landwirtschaft fanden sich 1990 keine Landwirte mehr, die wieder in die Selbständigkeit gehen wollten. So wurde in Menz eine Landwirtschaftsgenossenschaft nach bundesdeutschem Recht gegründet, die fortan die Bewirtschaftung der Menzer Gemarkung übernahm. Administrativ kam der Ort in den Landkreis Jerichower Land mit der alten und neuen Kreisstadt Burg. Als im Sommer 2002 bei dem Jahrhunderthochwasser im benachbarten Gübs ein Deichsiel brach, wurde auch Menz von den Fluten überschwemmt, die schwere Schäden anrichteten. Am 1. Januar 2005 wurde Menz in die Stadt Gommern eingemeindet.

## Politik

### Ortschaftsrat
Als Ortschaft der Stadt Gommern übernimmt ein so genannter Ortschaftsrat die Wahrnehmung der speziellen Interessen des Ortes innerhalb bzw. gegenüber den Stadtgremien. Er wird aus neun Mitgliedern gebildet.

### Bürgermeister
Als weiteres ortsgebundenes Organ fungiert der Ortsbürgermeister, dieses Amt wird zur Zeit von Margrit Peters (CDU) wahrgenommen.

### Wappen
| | Blasonierung: „In Rot auf schwarzem Schildfuß ein silbernes Gotteslamm, eine schwarze Fahnenstange mit einer zweizipfligen und mit einem fünfstrahligen schwarzen Stern belegten silbernen Fahne tragend.“ |
| Wappenbegründung: Das Wappen ist von der Petschaft und dem Menzer Siegel, die sich im Menzer Archiv nach der Wende wieder anfanden, abgeleitet und modernisiert worden. Es zeigt ein Lamm mit einer Fahne. Das Zeichen auf der Fahne ist ein Stern und nicht, wie aus der Kirchengeschichte bekannt, ein Kreuz. Es steht eindeutig in der Tradition des Lamms Gottes (Agnus Dei), einem christlichen Symbol für die Auferstehung Jesu Christi. Es ist ein häufiger Bestandteil der christlichen Kunst und ein christliches Symbol in der Heraldik. Über das genaue Alter und einer Erklärung des Sterns anstelle des Kreuzes lassen sich bisher keine genauen Angaben machen. Die rot-silbern gewählten Wappenfarben sind die des Erzbistums bzw. Herzogtums Magdeburg und sollen wohl auf die engen Bindungen zu diesem historischen Herrschaftsgebiet hindeuten. | |

## Evangelische Kirche St. Paulus

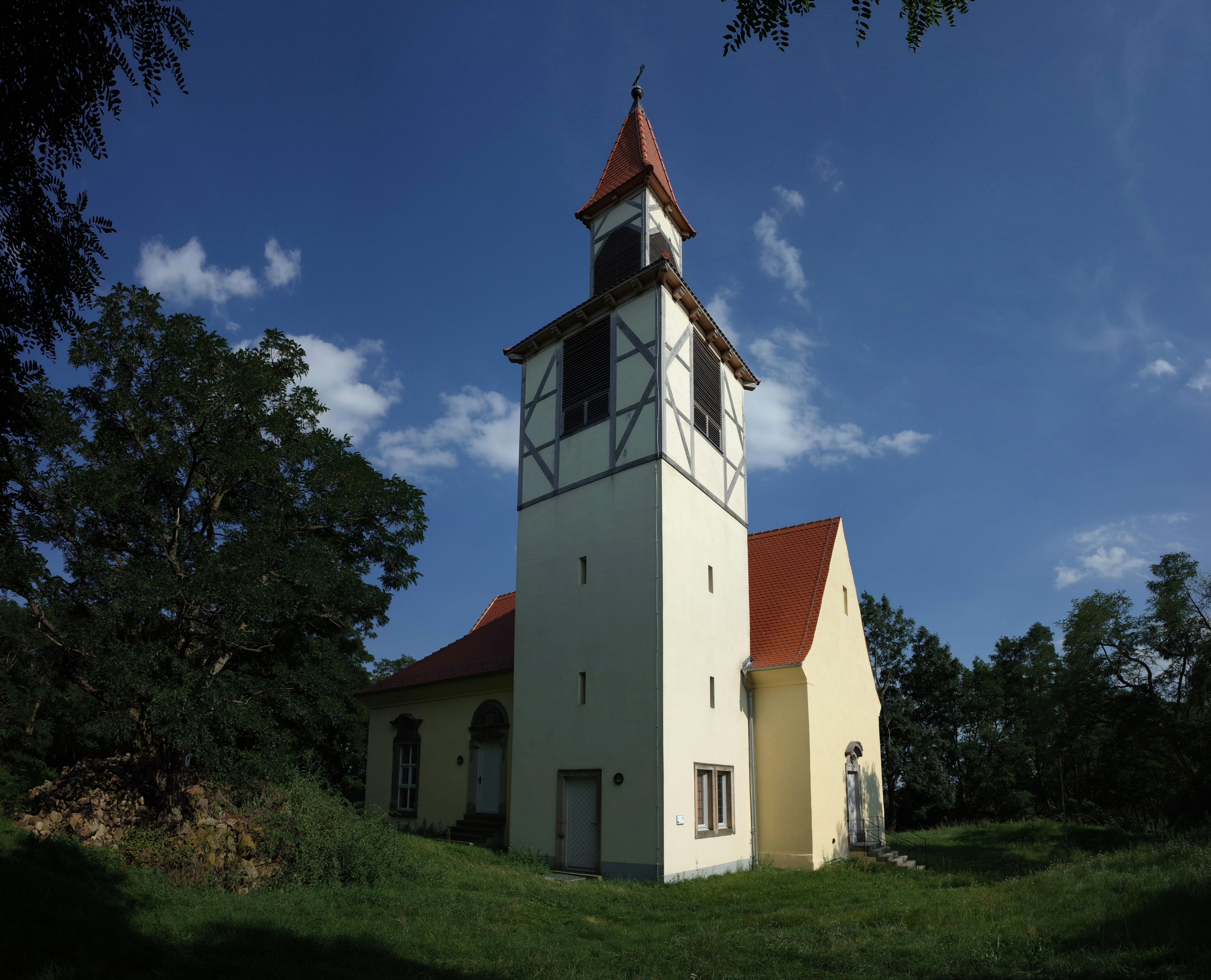
Evangelische Kirche St. Paulus

Die dem Apostel Paulus gewidmete Dorfkirche wurde 1525 über dem Ort thronend auf der Sanddüne errichtet. Der turmlose Saalbau enthält in der Nordwestecke spätromanische Elemente eines Vorgängerbaus. Die Mauern bestehen aus Bruchsteinen und sind verputzt, im Osten ist ein vieleckiger Chorraum angefügt. Im Jahre 1730 fanden umfangreiche bauliche Veränderungen statt. Im Westportal wurde der neue Haupteingang geschaffen, die Fensteröffnungen wurden neu gestaltet und im barocken Stil eine Patronatsloge an der Nordseite angefügt. Das Kircheninnere wird durch eine Flachdecke abgeschlossen. An der westlichen Wand befindet sich ein Epitaph des einstigen Königsborner Rittergutsbesitzers und Kirchenpatrons Ziegesar aus dem 16. Jahrhundert. 1944 wurde die Kirche durch Kriegshandlungen bis auf die Grundmauern zerstört. In den Jahren 1954 bis 1959 erfolgte der Wiederaufbau, in dessen Verlauf man auch begann, an der Nordseite einen Turm anzufügen. Er wurde zunächst nur bis zur Traufhöhe des Kirchenschiffs ausgeführt und wird heute aus Sakristeiraum genutzt. 2011/2012 wurde der Turmanbau auf etwa 24 Meter erhöht und erhielt eine Spitze.